# Wydział Prawa i Administracji Uniwersytetu Jagiellońskiego
Wydział Prawa i Administracji Uniwersytetu Jagiellońskiego (WPiA UJ) – najstarsza jednostka naukowa na Uniwersytecie Jagiellońskim, a zarazem najstarszy wydział prawa w Polsce. W 1364 r., kiedy erygowano Akademię Krakowską, aż 8 z 11 katedr poświęcono naukom prawnym. Początkowo wykładano jedynie prawo kanoniczne i prawo rzymskie.

## Studia
Studia na Wydziale Prawa i Administracji odbywają się w zindywidualizowanym trybie. W planie i programie studiów, w szczególności studiów prawniczych magisterskich, przewidziano pewną liczbę przedmiotów obowiązkowych (np. prawo karne, prawo konstytucyjne, postępowanie cywilne) oraz przedmioty podstawowe i specjalizacyjne (wykłady monograficzne), o wyborze których decydują studenci indywidualnie, na początku roku akademickiego. Dalszą formą zindywidualizowania toku nauczania jest fakultatywność zajęć ćwiczeniowych, pozostawiająca studentowi wybór sposobu przygotowania do egzaminów. Studenci uczestniczą także w zajęciach Szkół Praw Obcych, pracach Studenckiej Poradni Prawnej oraz w działalności Towarzystwa Biblioteki Słuchaczów Prawa UJ.
Na Wydziale w dniu 31 grudnia 2019 r. studiowało 4456 studentów (3332 studia stacjonarne i 1124 niestacjonarne)
Wydział prowadzi następujące kierunki studiów:
- prawo (jednolite studia magisterskie, stacjonarne i niestacjonarne)
- administracja (studia I stopnia, studia II stopnia, stacjonarne i niestacjonarne)
- prawo własności intelektualnej i nowych mediów (studia I stopnia, stacjonarne i niestacjonarne)[4]

### Studia doktoranckie (stacjonarne i niestacjonarne)
Studia podyplomowe:
- Administracja Publiczna

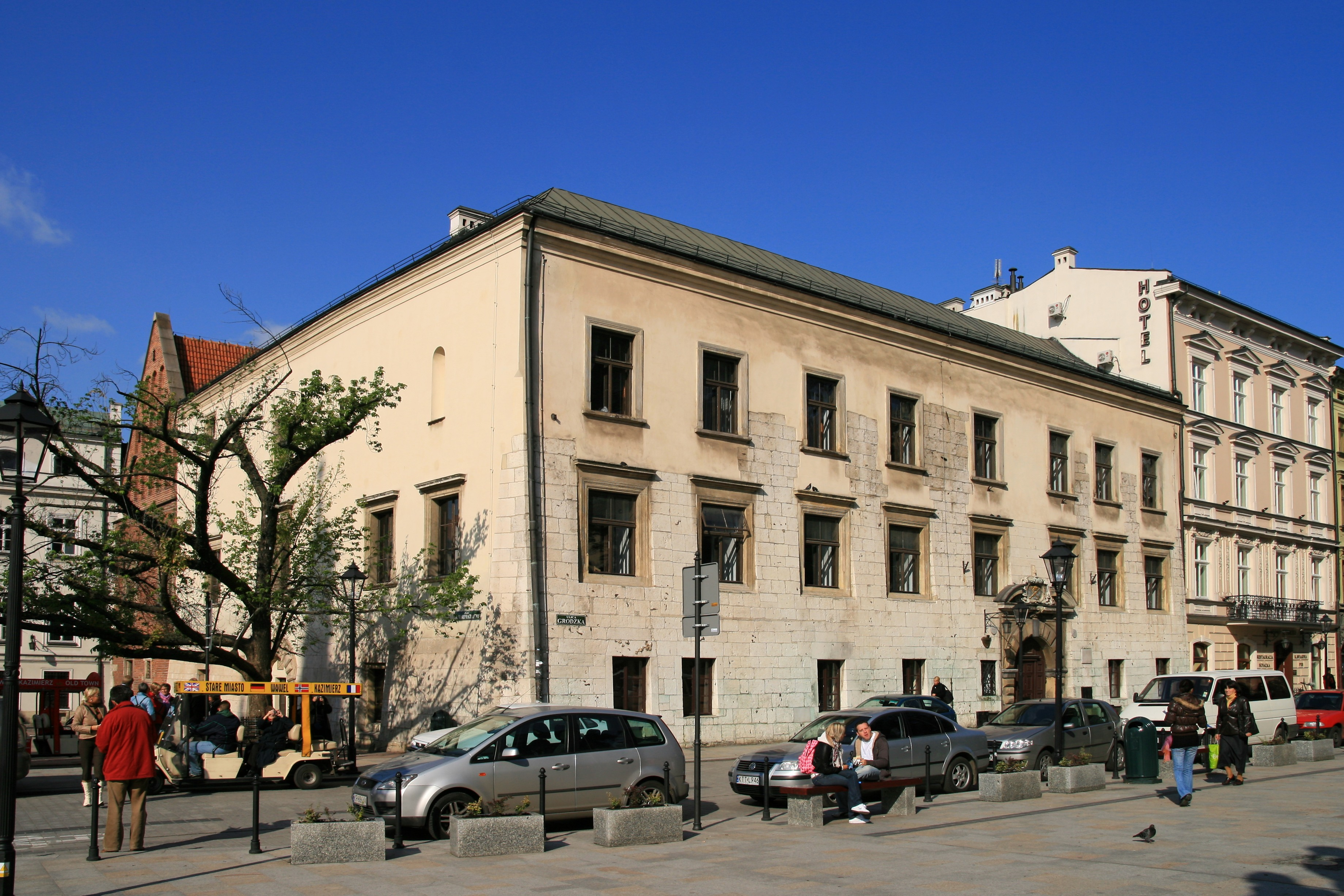
Collegium Iuridicum

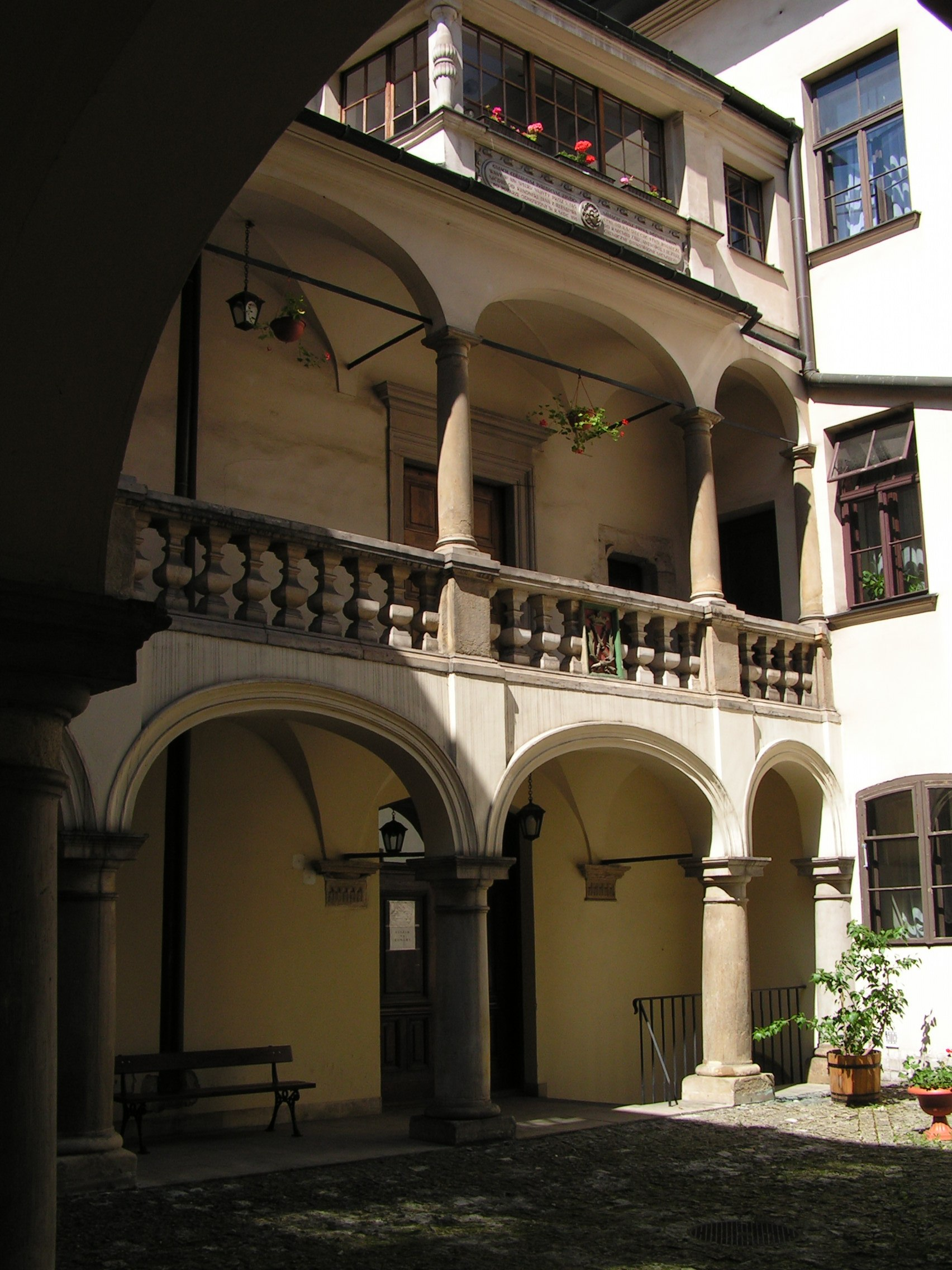
Krużganki Collegium Iuridicum.

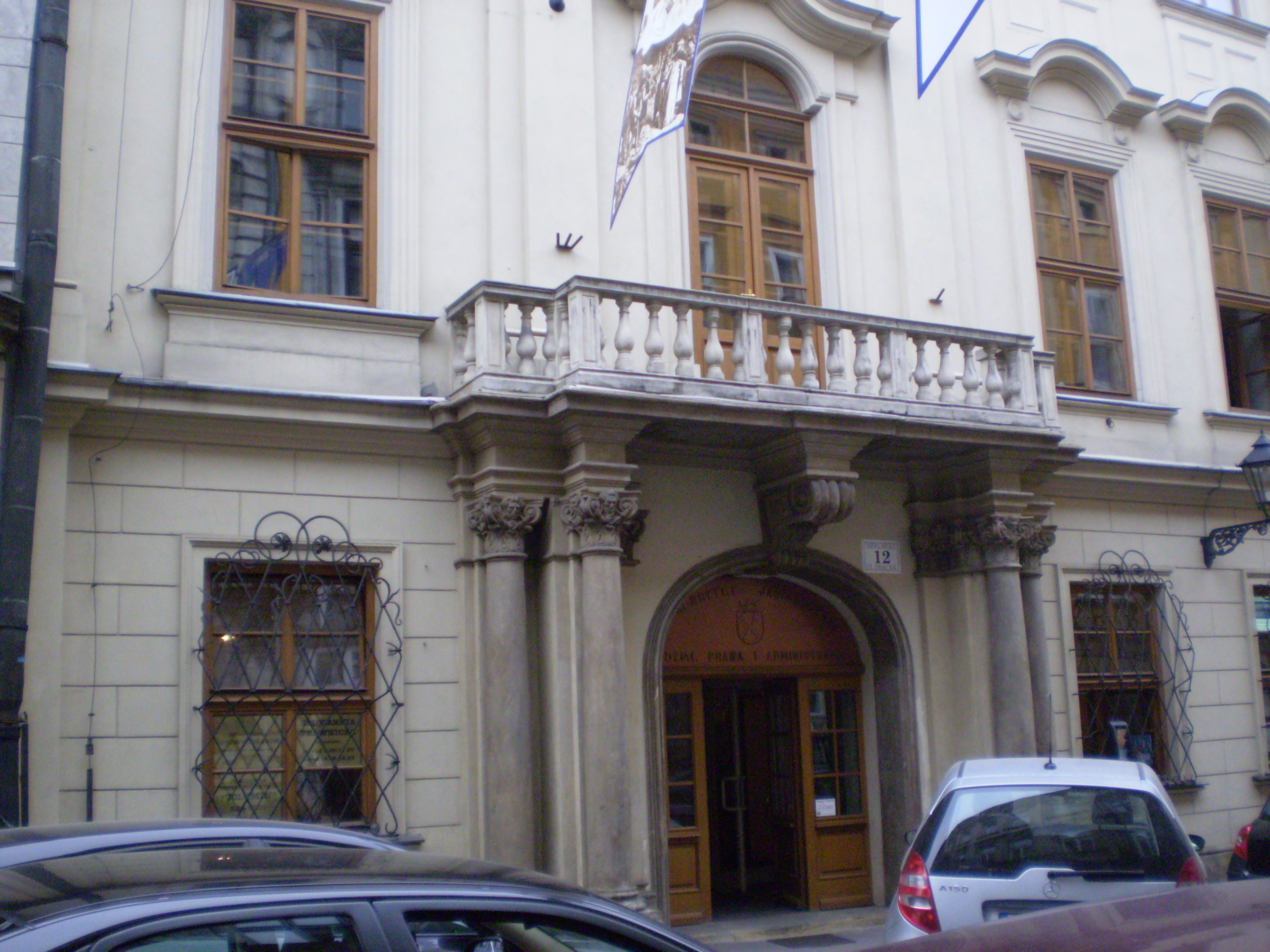
Pałac Larischa

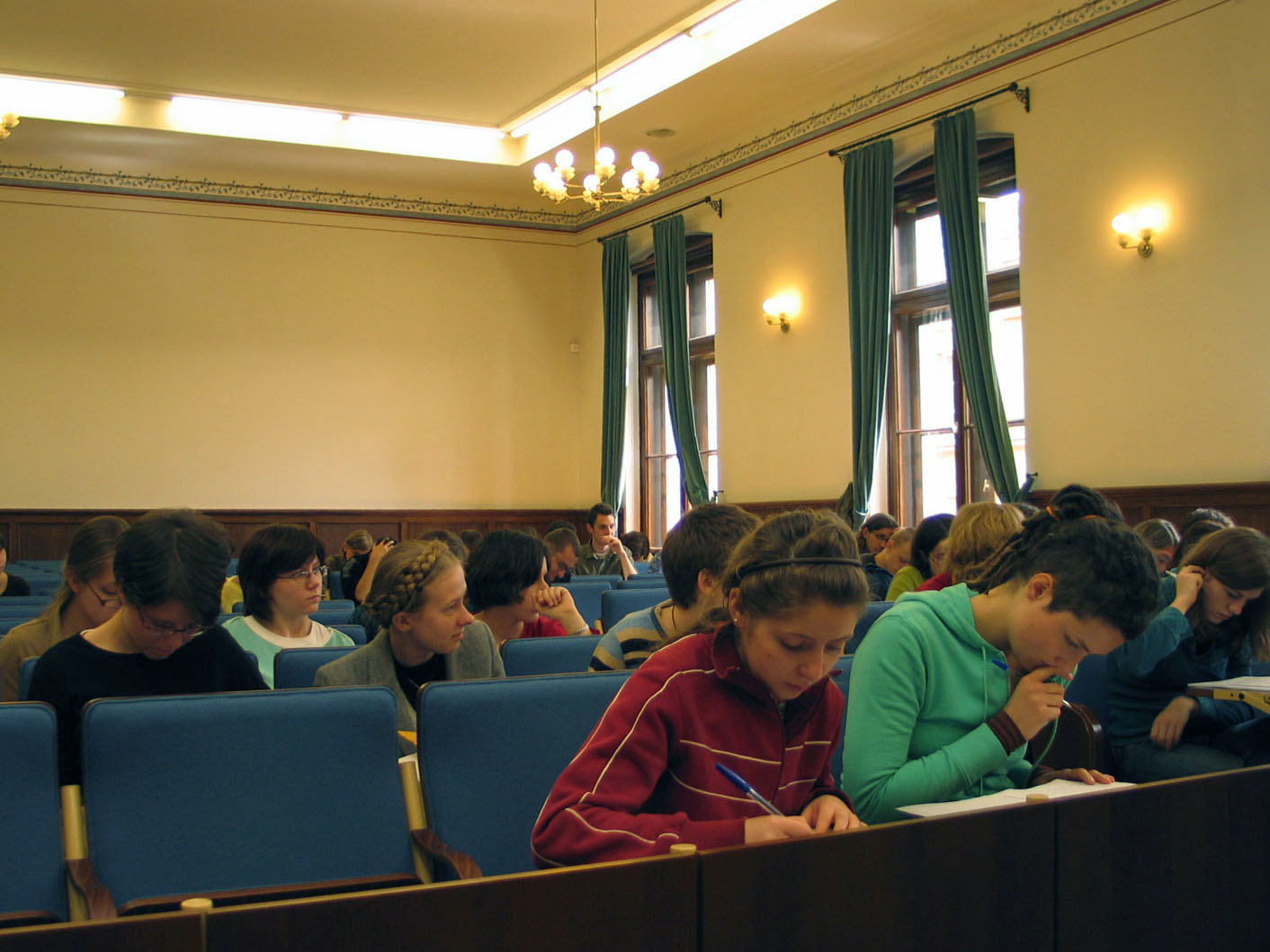
Wykład w Collegium Novum

- Bezpieczeństwo informacji w administracji i biznesie
- LL.M.-Programm Polnisches Wirtschaftsrecht, organizowane wspólnie przez Uniwersytet Jagielloński, Uniwersytet w Heidelbergu oraz Uniwersytet Johannesa Gutenberga w Moguncji
- Mediacja i inne metody alternatywnego rozwiązywania sporów
- Ochrona środowiska w prawie Unii Europejskiej i w prawie polskim
- Prawo dowodowe
- Prawo Karne Skarbowe i Gospodarcze
- Prawo Medyczne i Bioetyka
- Prawo Pracy
- Prawo umów w obrocie konsumenckim i profesjonalnym
- Prawo Własności Intelektualnej
- Prawo zamówień publicznych[5]

Inne programy:
- Europejskie Kolegium Doktoranckie – organizowane wspólnie przez Uniwersytet Jagielloński, Uniwersytet w Heidelbergu oraz Uniwersytet Johannesa Gutenberga w Moguncji
- LL.M. in American and International Business and Trade Law – organizowany przez Columbus School of Law Katolickiego Uniwersytetu Ameryki w Waszyngtonie
- LLM International Studies in Intellectual Property Law – organizowany przez Instytut Prawa Własności Intelektualnej UJ (WZiKS) wraz z Uniwersytetem Technicznym w Dreźnie
- Master en Droit Privé, specjalizacja droit des affaires français et international – roczny program magisterski organizowany przez Uniwersytet w Orleanie
- Szkoły Praw Obcych: amerykańskiego, austriackiego, francuskiego, niemieckiego, słowackiego i ukraińskiego
- Szkoły Prawa Polskiego (i Europejskiego): w Krakowie dla studentów niemieckojęzycznych oraz we Lwowie, Tarnopolu i Wilnie
- Kurs przygotowawczy do egzaminów na aplikacje prawnicze

Współpraca międzynarodowa
Wydział Prawa i Administracji UJ corocznie gości szkołę letnią International Business and Trade Summer Law Program organizowaną przez Colubmus School of Law Katolickiego Uniwersytetu Ameryki w Waszyngtonie. W zajęciach uczestniczą polscy i amerykańscy studenci, a program – jako jedyna organizowana w Polsce szkoła letnia – posiada pełną autoryzację American Bar Association.
Oprócz licznych umów zawartych w ramach programu Erasmus (ponad 100 uczelni partnerskich w 2016 r.), Wydział prowadzi program wymiany z Wydziałem Prawa Akademii Kijowsko-Mohylańskiej. Ponadto, studenci Wydziału uczestniczą w programach ogólnouniwersyteckich i wymianach bezpośrednich, koordynowanych przez Dział Międzynarodowej Wymiany Studenckiej UJ.

## Władze
Władze dziekańskie w kadencji 2024–2028:
- prof. dr hab. Piotr Dobosz – dziekan Wydziału
- dr hab. Michał Kowalski, prof. UJ – prodziekan ds. współpracy międzynarodowej
- prof. dr hab. Mateusz Stępień – prodziekan ds. dydaktyki
- dr hab. Marta Soniewicka, prof. UJ – prodziekan ds. nauki

Poprzedni dziekani:
- 1400: Mikołaj z Gorzkowa
- 1444: Dziersław z Borzymowa
- 1457: Michał z Krosna
- 1465–1467: Michał z Krosna
- 1848–1850: prof. Wawrzyniec Andrzej Soświński
- 1862–1863: prof. Julian Dunajewski
- 1867–1868: prof. Julian Dunajewski
- 1871–1872: prof. Fryderyk Zoll (starszy)
- 1874–1875: prof. Jakub Girtler
- 1878–1879: prof. Fryderyk Zoll (starszy)
- 1881–1882: prof. Jakub Girtler
- 1886–1887: prof. Fryderyk Zoll (starszy)
- 1889–1890: prof. Stanisław Madeyski
- 1896–1897: prof. Fryderyk Zoll (starszy)
- 1902–1903: prof. Fryderyk Zoll (starszy)
- 1907–1908: prof. Fryderyk Zoll (młodszy)
- 1912–1913: prof. Michał Rostworowski
- 1918–1919: prof. Stanisław Estreicher
- 1919–1920: prof. Władysław Leopold Jaworski
- 1920–1921: prof. Stanisław Kutrzeba
- 1921–1922: prof. Kazimierz Kumaniecki
- 1922–1923: prof. Tadeusz Dziurzyński
- 1923–1924: prof. Stanisław Gołąb
- 1924–1925: prof. Edmund Krzymuski
- 1925–1926: prof. Fryderyk Zoll (młodszy)
- 1926–1927: prof. Stanisław Estreicher
- 1927–1928: prof. Adam Krzyżanowski
- 1928–1929: prof. Tadeusz Dziurzyński
- 1930–1931: prof. Adam Krzyżanowski
- 1931–1932: prof. Kazimierz Kumaniecki
- 1932–1933: prof. Tadeusz Dziurzyński
- 1933–1934: prof. Fryderyk Zoll (młodszy)
- 1934–1935: prof. Stanisław Gołąb
- 1936–1937: prof. Abdon Kłodziński
- 1937–1939: prof. Władysław Wolter
- 1939–1940: prof. Adam Heydel (wybrany dziekanem, ze względu na wybuch wojny nie objął stanowiska)
- 1942–1945: prof. Stanisław Kutrzeba (dziekan Tajnego Wydziału Prawa)[9]
- 1945: prof. Adam Krzyżanowski
- 1945–1946: prof. Jan Gwiazdomorski
- 1946–1948: prof. Adam Vetulani
- 1948–1951: prof. Konstanty Grzybowski
- 1951–1953: prof. dr Michał Patkaniowski
- 1953–1954: prof. Antoni Walas
- 1954–1956: prof. dr hab. Kazimierz Opałek
- 1956: prof. dr hab. Stefan Grzybowski
- 1956–1958: prof. dr Michał Patkaniowski
- 1958–1960: prof. dr hab. Wacław Osuchowski
- 1960–1963: prof. dr Witold Krzyżanowski
- 1963–1965: prof. dr hab. Władysław Siedlecki
- 1965–1968: prof. dr Marian Cieślak
- 1968–1972: prof. dr hab. Kazimierz Buchała
- 1972–1975: prof. dr hab. Marek Sobolewski
- 1975–1978: prof. dr hab. Tadeusz Hanausek
- 1978–1981: prof. dr hab. Stanisław Grodziski
- 1981–1987: prof. dr hab. Wojciech M. Bartel
- 1987–1993: prof. dr hab. Jacek M. Majchrowski
- 1993–1999: prof. dr hab. Sylwester Wójcik
- 1999–2002: prof. dr hab. Jerzy Stelmach
- 2002–2005: prof. dr hab. Tadeusz Woś
- 2005–2008: prof. dr hab. Tadeusz Włudyka
- 2008–2016: prof. dr hab. Krystyna Chojnicka
- 2016–2024: prof. dr hab. Jerzy Pisuliński

## Struktura

### Katedry i zakłady[10]

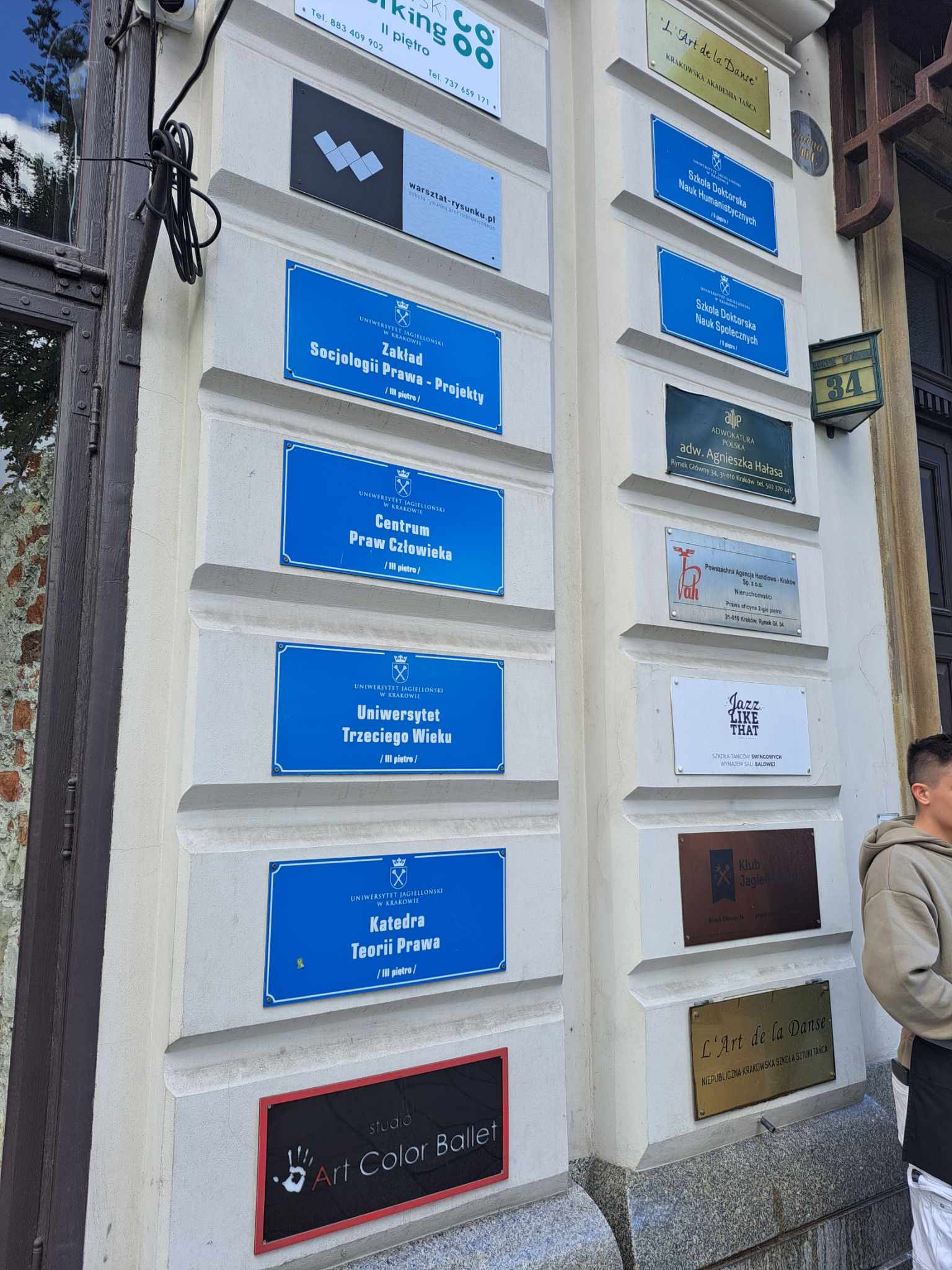
Tablice Zakładu Socjologii Prawa, Centrum Praw Człowieka oraz Katedry Teorii Prawa UJ znajdujące się na kamienicy przy Rynku Głównym 34 w Krakowie.

- Tablice Zakładu Socjologii Prawa, Centrum Praw Człowieka oraz Katedry Teorii Prawa UJ znajdujące się na kamienicy przy Rynku Głównym 34 w Krakowie.Katedra Filozofii Prawa i Etyki Prawniczej (kierownik: prof. dr hab. Bartosz Brożek)
- Katedra Teorii Prawa (kierownik: prof. dr hab. Andrzej Grabowski)
- Katedra Historii Administracji i Prawa Kościelnego (kierownik: prof. dr hab. Dorota Malec)
  - Pracownia Prawa Kościelnego i Wyznaniowego (kierownik: dr hab. Zdzisław Zarzycki)
  - Pracownia Historii Administracji i Myśli Administracyjnej (kierownik: prof. dr hab. Dorota Malec)
- Katedra Publicznego Prawa Gospodarczego i Polityki Gospodarczej (kierownik: dr hab. Krzysztof Oplustil, prof. UJ)
- Katedra Prawa Finansowego (kierownik: prof. dr hab. Adam Nita)
- Katedra Postępowania Administracyjnego (kierownik: prof. dr hab. Hanna Knysiak-Sudyka)
- Katedra Postępowania Karnego (kierownik: dr hab. Andrzej Światłowski, prof. UJ)
- Katedra Powszechnej Historii Państwa i Prawa (kierownik: prof. dr hab. Andrzej Dziadzio)
- Katedra Prawa Rzymskiego (kierownik: ks. prof. dr hab. Franciszek Longchamps de Bérier)
  - Ośrodek Prawa i Wolności Religii (kierownik: dr hab. Grzegorz Blicharz[11])
- Katedra Prawa Administracyjnego (kierownik: dr hab. Katarzyna Małysa-Sulińska, prof. UJ)
- Katedra Prawa Cywilnego (kierownik: prof. dr hab. Jerzy Pisuliński)
- Katedra Prawa Europejskiego (kierownik: prof. dr hab. Sławomir Dudzik)
- Katedra Prawa Gospodarczego Prywatnego (kierownik: prof. dr hab. Andrzej Szumański)
- Katedra Prawa Karnego (kierownik: prof. dr hab. Włodzimierz Wróbel)
  - Zakład Bioetyki i Prawa Medycznego (kierownik: dr hab. Tomasz Sroka)
  - Ośrodek Prawa Karnego Międzynarodowego i Porównawczego (kierownik: prof. dr hab. Piotr Kardas)
  - Zakład Prawa Karnego Wykonawczego (kierownik: prof. dr hab. Barbara Stańdo-Kawecka)
  - Zakład Kryminologii (kierownik: dr hab. Agnieszka Barczak-Oplustil, prof. UJ)
- Katedra Prawa Konstytucyjnego (kierownik: prof. dr hab. Piotr Tuleja)
- Katedra Prawa Samorządu Terytorialnego (kierownik: dr hab. Marek Mączyński, prof. UJ)
- Katedra Prawa Ustrojowego Porównawczego (kierownik: prof. dr hab. Piotr Mikuli)
- Katedra Prawa Pracy i Polityki Społecznej (kierownik: prof. dr hab. Krzysztof Baran)
- Katedra Prawa Międzynarodowego Publicznego (kierownik: prof. dr hab. Roman Kwiecień)
- Katedra Prawa Własności Intelektualnej (kierownik: dr hab. Justyna Ożegalska-Trybalska, prof. UJ)
  - Zakład Prawa Autorskiego (kierownik: prof. dr hab. Andrzej Matlak)
  - Zakład Prawa Konkurencji i Środków Masowego Przekazu (kierownik: dr hab. Anna Tischner, prof. UJ)
  - Zakład Prawa Własności Przemysłowej (kierownik: dr hab. Elżbieta Wojcieszko-Głuszko)
- Zakład Socjologii Prawa (kierownik: dr hab. Mateusz Stępień, prof. UJ)
- Zakład Postępowania Cywilnego (kierownik: dr hab. Radosław Flejszar, prof. UJ)
- Zakład Historii Doktryn Politycznych i Prawnych (kierownik: dr hab. Iwona Barwicka-Tylek)
- Zakład Historii Prawa Polskiego (kierownik: dr. hab. Izabela Lewandowska-Malec, prof. UJ)

### Jednostki pomocnicze[10]
- Ośrodek Badań nad Prawem Rolnym (kierownik: dr. hab. Paweł Blajer, prof. UJ)
- Centrum Alternatywnego Rozwiązywania Sporów (kierownik: dr hab. Dobrosława Szumiło-Kulczycka)
- Centrum Prawa Ochrony Środowiska (kierownik: dr hab. Barbara Iwańska, prof. UJ)
- Centrum Prawa Prywatnego Międzynarodowego (dr hab. Piotr Mostowik, prof. UJ)
- Pracownia Kryminalistyki (kierownik: prof. dr hab. Józef Wójcikiewicz)
- Pracownia Wydawnictw Źródłowych (kierownik: dr hab. Maciej Mikuła, prof. UJ)
- Centrum Praw Człowieka (kierownik: dr hab. Michał Kowalski, prof. UJ)
- Ośrodek Koordynacyjny Szkół Praw Obcych (kierownik: dr hab. Piotr Szwedo, prof. UJ)
- Pracownia Komputerowa (kierownik: mgr inż. Krzysztof Początek)
- Studencka Poradnia Prawna (kierownik: dr Wojciech Górowski)
- Centrum Interdyscyplinarnych Studiów Konstytucyjnych (kierownik: prof. dr hab. Monika Florczak-Wątor)
- Wydziałowa Biblioteka Prawnicza (kierownik: mgr Małgorzata Stanula)
- Krakowskie Centrum Międzynarodowego Wymiaru Sprawiedliwości w Sprawach Karnych (kierownik: prof. dr hab. Piotr Hofmański)

## Samorząd Studentów

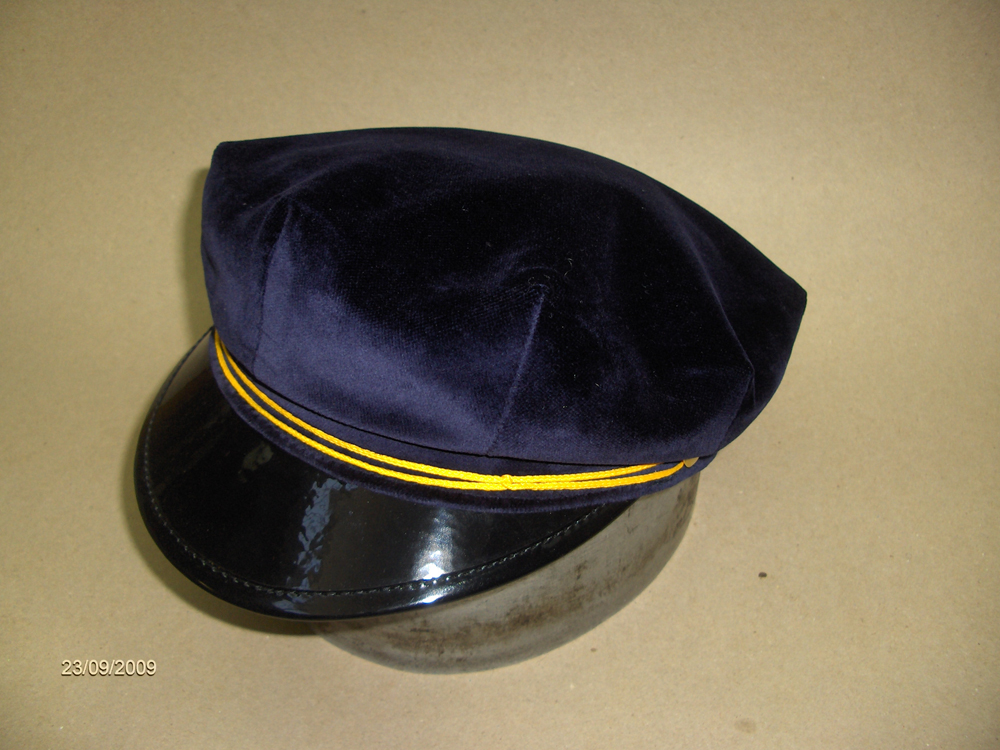
Czapka studencka Wydziału Prawa i Administracji UJ

Reprezentantem studentów jest Wydziałowa Rada Samorządu Studentów. Jej podstawowym zadaniem jest czuwanie nad przestrzeganiem praw i obowiązków studenta oraz reprezentowanie studentów przed władzami Wydziału. W skład WRSS wchodzi 15 członków – 12 z kierunku prawo, 2 z kierunku administracja i 1 z kierunku prawo własności intelektualnej i nowych mediów – wybieranych przez ogół studentów na kadencję 2-letnią. Z mocy prawa pełnią oni funkcję przedstawicieli studentów w Radzie Wydziału. WRSS może także tworzyć komisje, które wspierają ją w wykonywaniu zadań. Pracami WRSS kieruje Przewodniczący.
Poprzedni przewodniczący:
- 2007–2008: Piotr Strzelec
- 2008–2009: Natalia Rutkowska
- 2009–2010: Mateusz Stelmach-Hawełka
- 2010–2011: Wojciech Wyżykowski
- 2011–2013: Mateusz Mroczek
- 2013–2015: Paweł Adamiec
- 2015–2017: Jakub Bakonyi
- 2017–2019: Joanna Szumańska
- 2019–2021: Tomasz Biernacki
- 2021–2023: Antoni Chętko
- 2023: Piotr Pawlus
- 2023–2024: Beata Beyer
- 2024–obecnie: Aleksandra Kwak

## Budynki

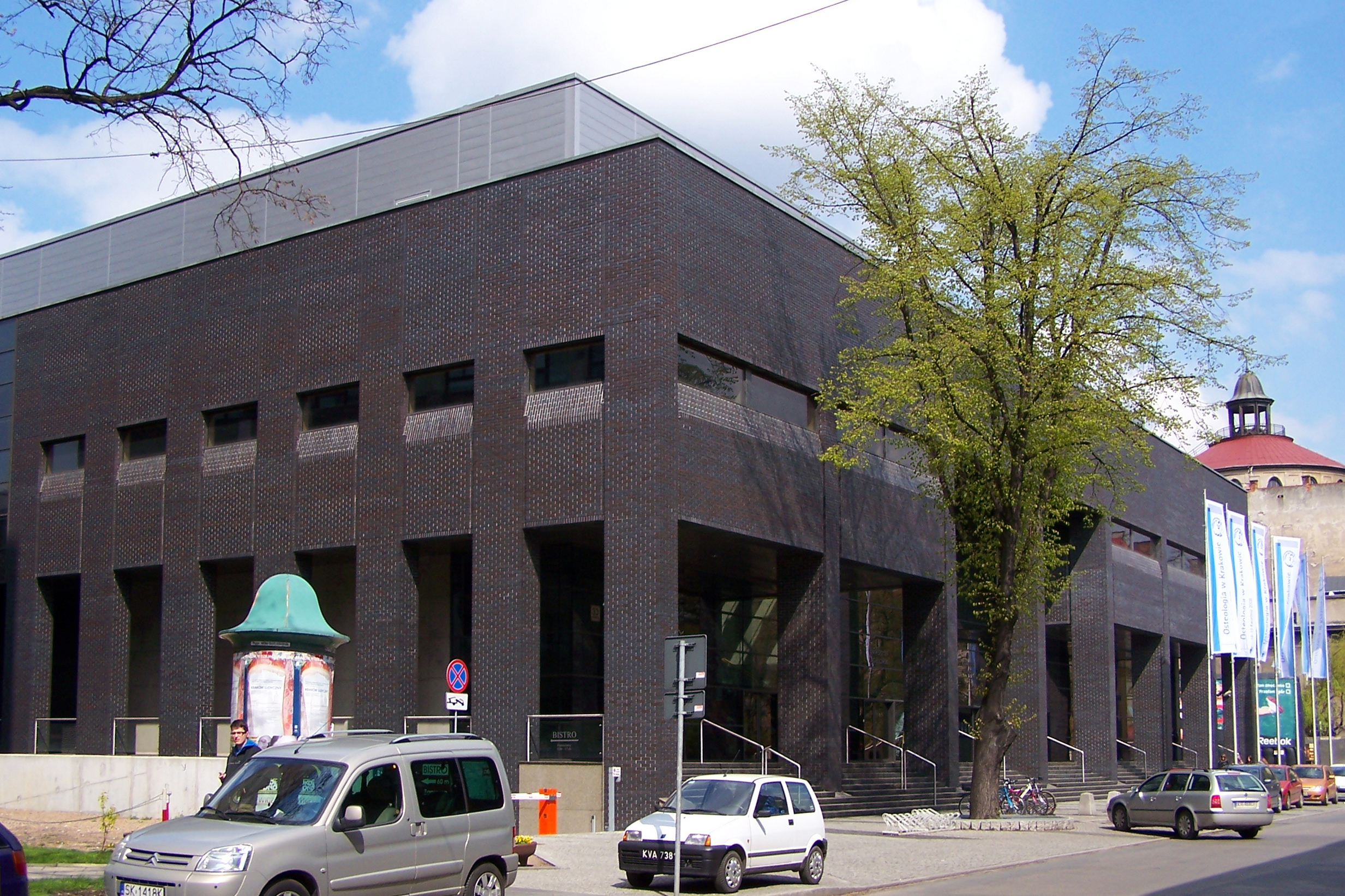
Auditorium Maximum

Zajęcia dla studentów Wydziału Prawa i Administracji odbywają się w historycznym centrum Krakowa w następujących budynkach:
- Pałac Larischa (ul. Bracka 12)
- Collegium Wróblewskiego (ul. Olszewskiego 2)
- Collegium Novum (ul. Gołębia 24)
- Collegium Iuridicum (ul. Grodzka 53)
- Collegium Kołłątaja (ul. św. Anny 6)
- Auditorium Maximum (ul. Krupnicza 33)

Dziekanat Wydziału znajduje się w Collegium Novum przy ul. Gołębiej 24.
W 2016 r. do użytku został oddany nowy obiekt dydaktyczno-konferencyjny przy ul. Krupniczej 33A – w bezpośrednim sąsiedztwie Auditorium Maximum.